# Kruiskerk (Suhl)
De protestants-lutherse Kruiskerk (Kreuzkirche) is een barok kerkgebouw in Suhl in Thüringen en werd tussen 1731 en 1739 gebouwd.

## Geschiedenis
Voor een sterk groeiende bevolking werd er voor de westelijke stadsdelen van Suhl in 1704 een nieuwe Kruiskerkgemeente gevormd. In 1720 viel het besluit tot de bouw van een kerkgebouw voor de nieuwe gemeente. In de buurt van een sinds 1555 bestaande kapel werd tussen 1731 en 1739 op de plaats van een oude smederij de tweede protestantse parochiekerk van Suhl gebouwd. Het bouwwerk werd uitsluitend mogelijk gemaakt door de burgers van Suhl en op 20 september 1739 ingewijd. Destijds stond de Kruiskerk nog aan de westelijke stadsrand tussen twee stadspoorten. Daarom werd de toren op de oostelijke kant naar het stadscentrum toe gebouwd. De altaarruimte bevindt zich dus in het westen.

## Architectuur

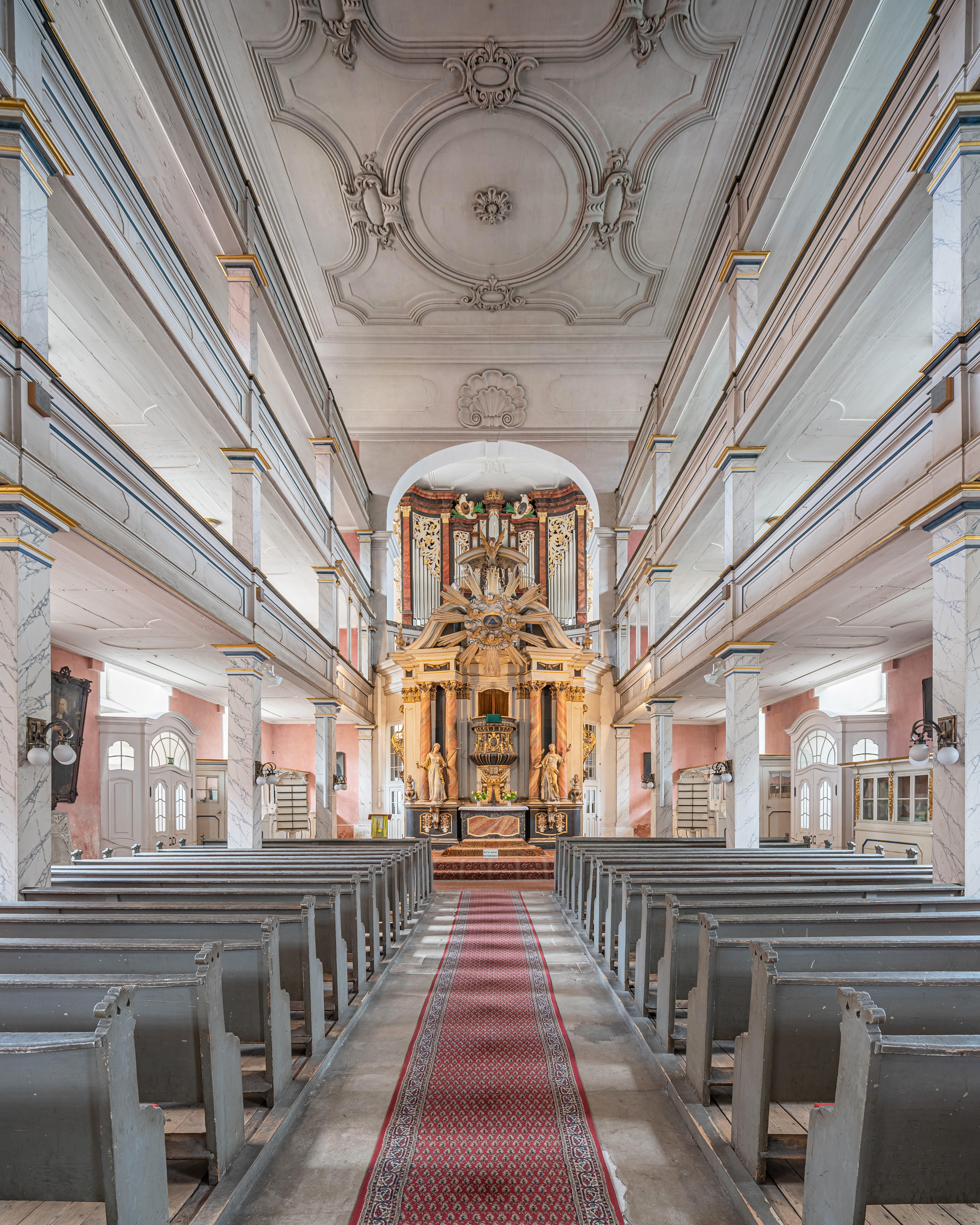
Interieur

De bouw betreft een zaalkerk in barokke stijl. De markante, drie verdiepingen tellende toren heeft een barokke helm met een lantaarn en wordt bekroond met een windvaan in de vorm van een Poolse adelaar. De toenmalige landsheer was keurvorst Frederik August I van Saksen en eveneens koning van Polen. Het driedelige wapen boven de ingang is een samengesteld wapen. Het toont in drie velden de elementen van het Saksische wapen, een Poolse adelaar en een kip (het wapendier van het gravenhuis Henneberg) met daarboven de Saksische kroon.
De muren van het kerkschip worden verdeeld door twee rijen rondboogvensters en pilasters. In de hoeken van het ingesnoerde koor bevinden zich spindeltrappen.

## Interieur
Het interieur van de monumentale kerk wordt door de drie rijen galerijen aan drie kanten van het kerkschip en een kanselaltaar in de koorruimte bepaald. Het kanselaltaar is een werk van Johann Heinrich Reinhardt uit 1736. De kansel wordt versierd met kleine vlammen en een driehoek met een krans van twaalf stralen, een verwijzing naar de Heilige Geest respectievelijk de Heilige Drievuldigheid en de volkomenheid. Het orgel met de wapens van het Huis Henneberg en Suhl vormt de bovenste afsluiting van het kanselaltaar. Korinthische zuilen en twee beelden van vrouwen die met kruis en kelk het Geloof en met brandende harten en palmtakken de Liefde symboliseren flankeren de kansel.
In het midden van het vlakke plafond bevindt zich een wijzerplaat van een uurwerk, een verwijzing naar de vergankelijkheid van het leven.
Het orgel werd in de jaren 1738-1740 door Eilert Köhler uit Oldenburg gebouwd. Het heeft 39 registers verdeeld over twee manualen en pedaal en werd in de periode 1999-2007 door Alexander Schuke uit Potsdam gerestaureerd.
Er hangen drie bronzen klokken in de toren, die in 1763 door de gebroeders Ulrich in Apolda werden gegoten.